# Bělá u Pecky
Bělá u Pecky (německy Bilaj) je vesnice, část městyse Pecka v okrese Jičín. Nachází se asi 3 km na jihozápad od Pecky, při soutoku Javorky, Zlatnice a Štikovského potoka. Prochází zde silnice II/284. Bělá u Pecky je také název katastrálního území o rozloze 2,22 km2.

## Historie
První písemná zmínka o obci pochází z roku 1383.
V letech 1850–1950 byla samostatnou obcí a od roku 1961 se vesnice stala součástí městyse Pecka.

## Pamětihodnosti
- Venkovská usedlost čp. 1
- Venkovský dům čp. 41
- Sousoší Korunování P. Marie

## Osobnosti
- Jan Khun (1842–1927), katolický kněz, monsignore, vikář, autor daňových příruček

## Další fotografie

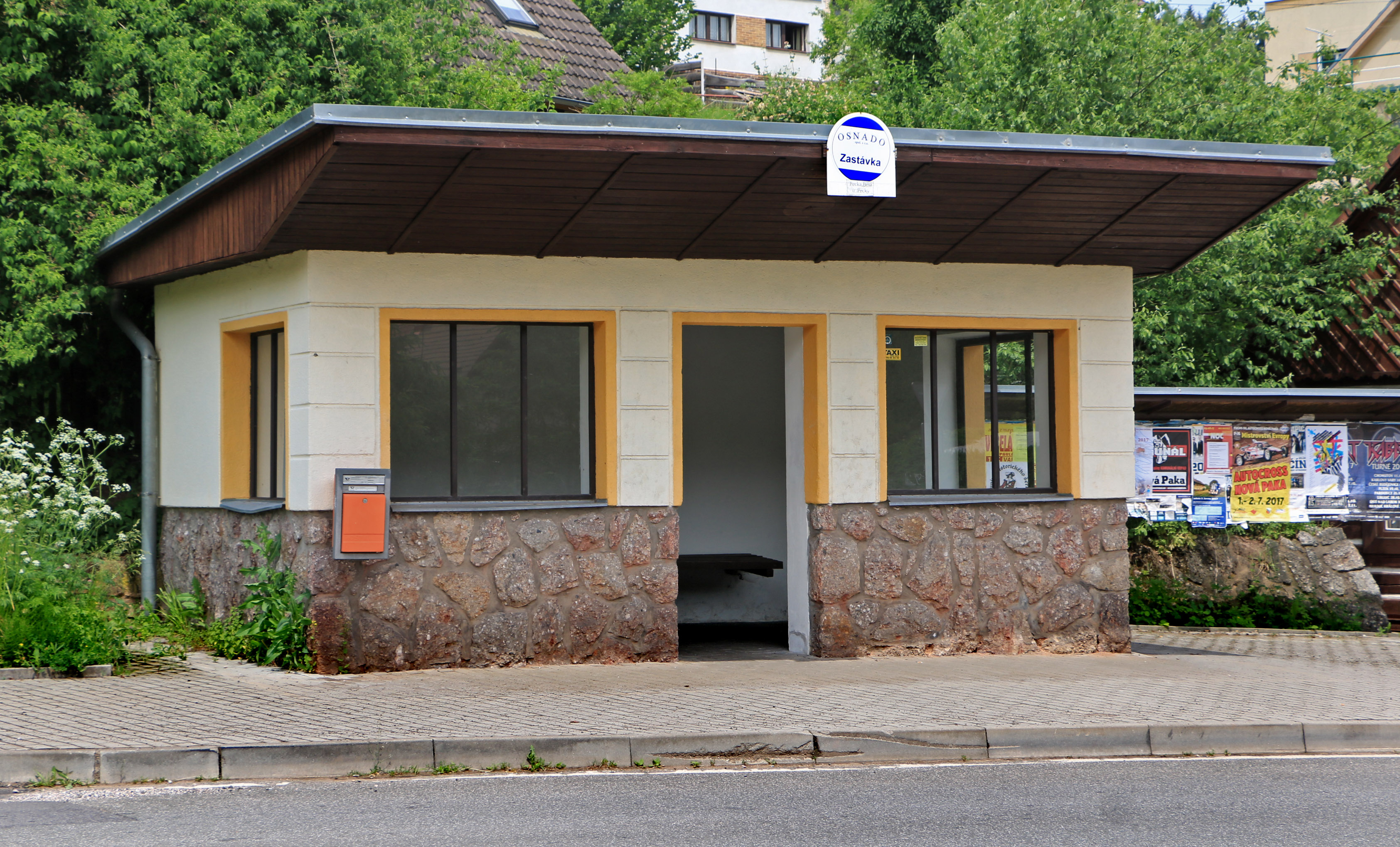
Autobusová zastávka
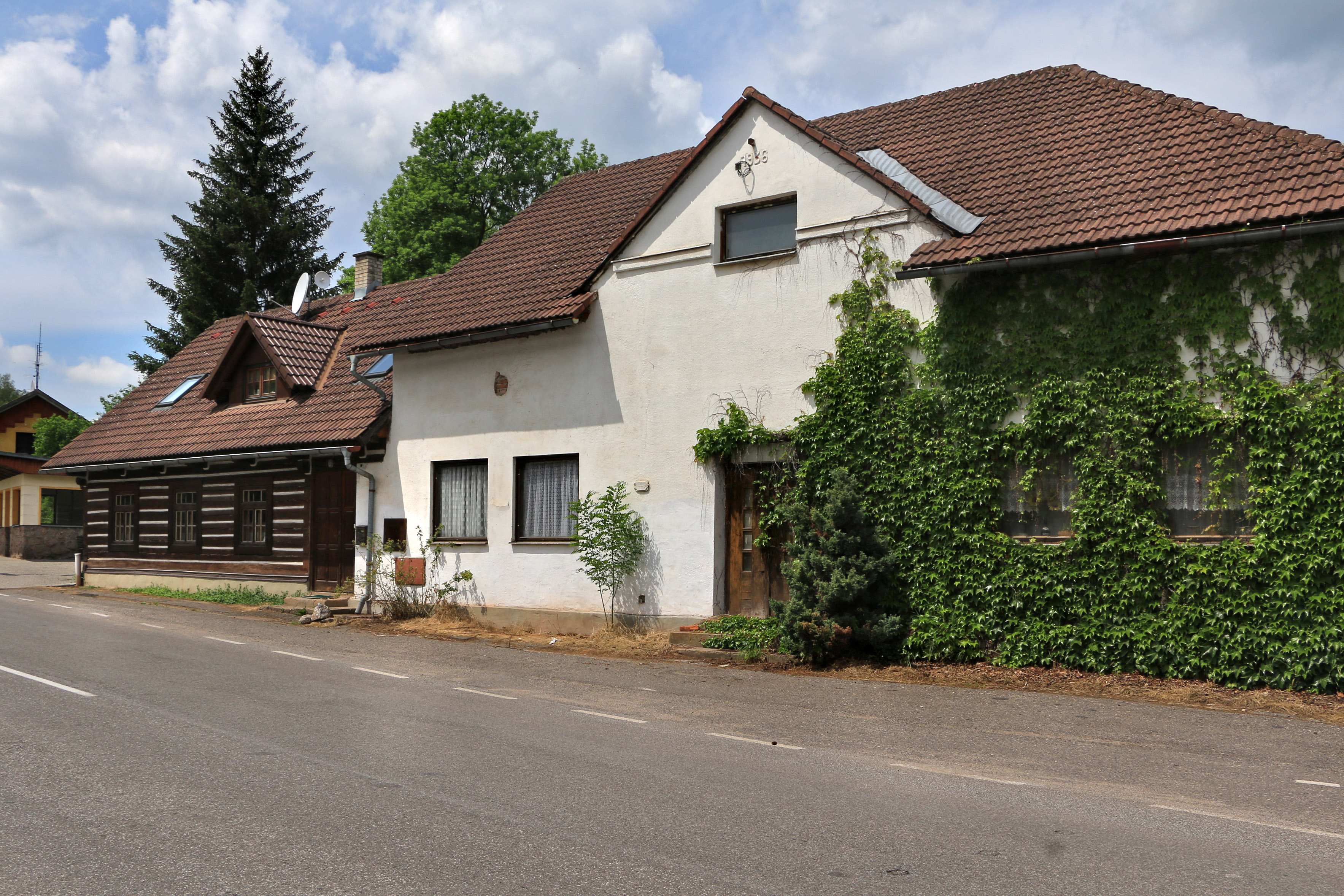
Dům čp. 35
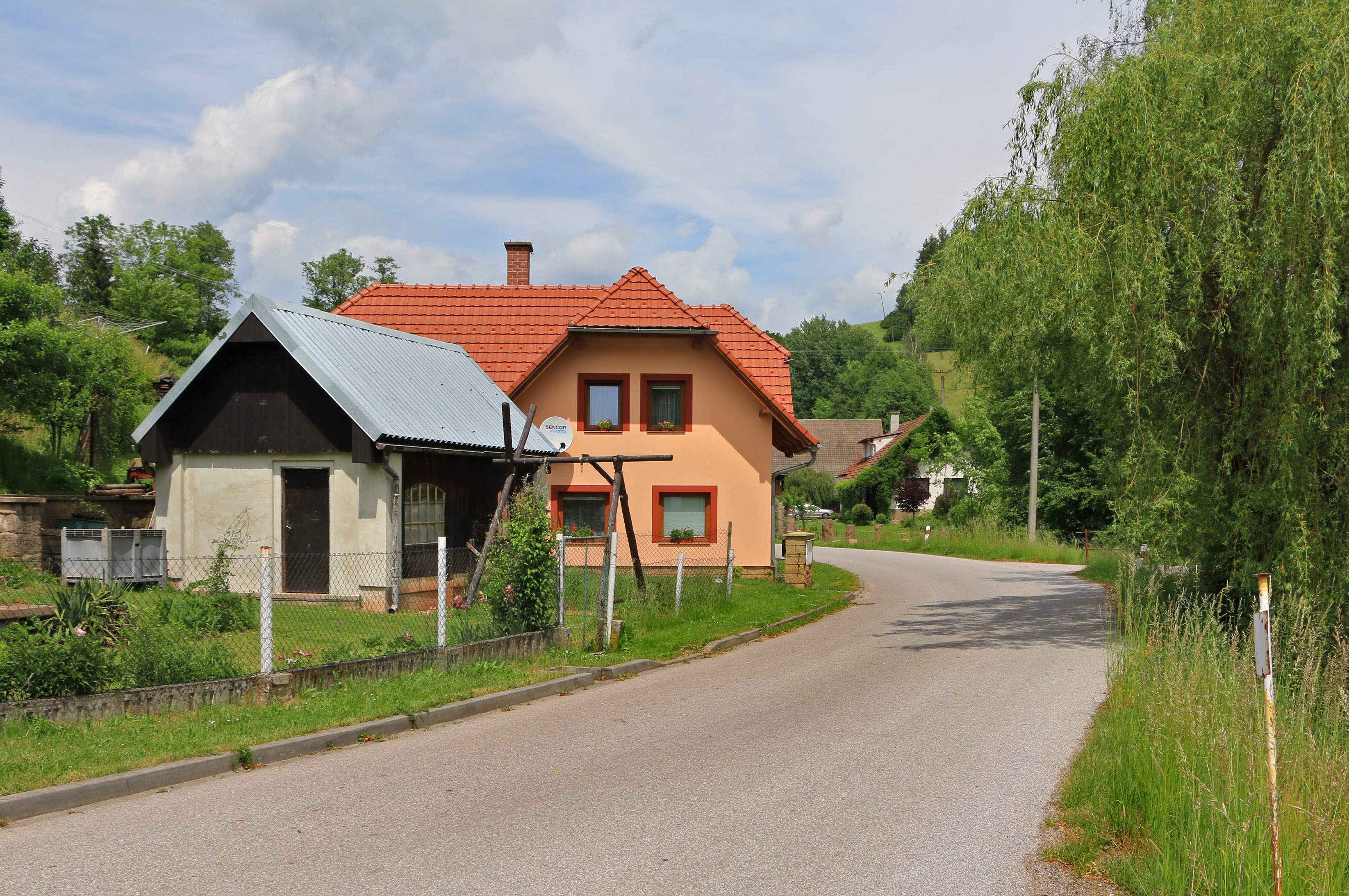
Postranní ulice u říčky Javorky
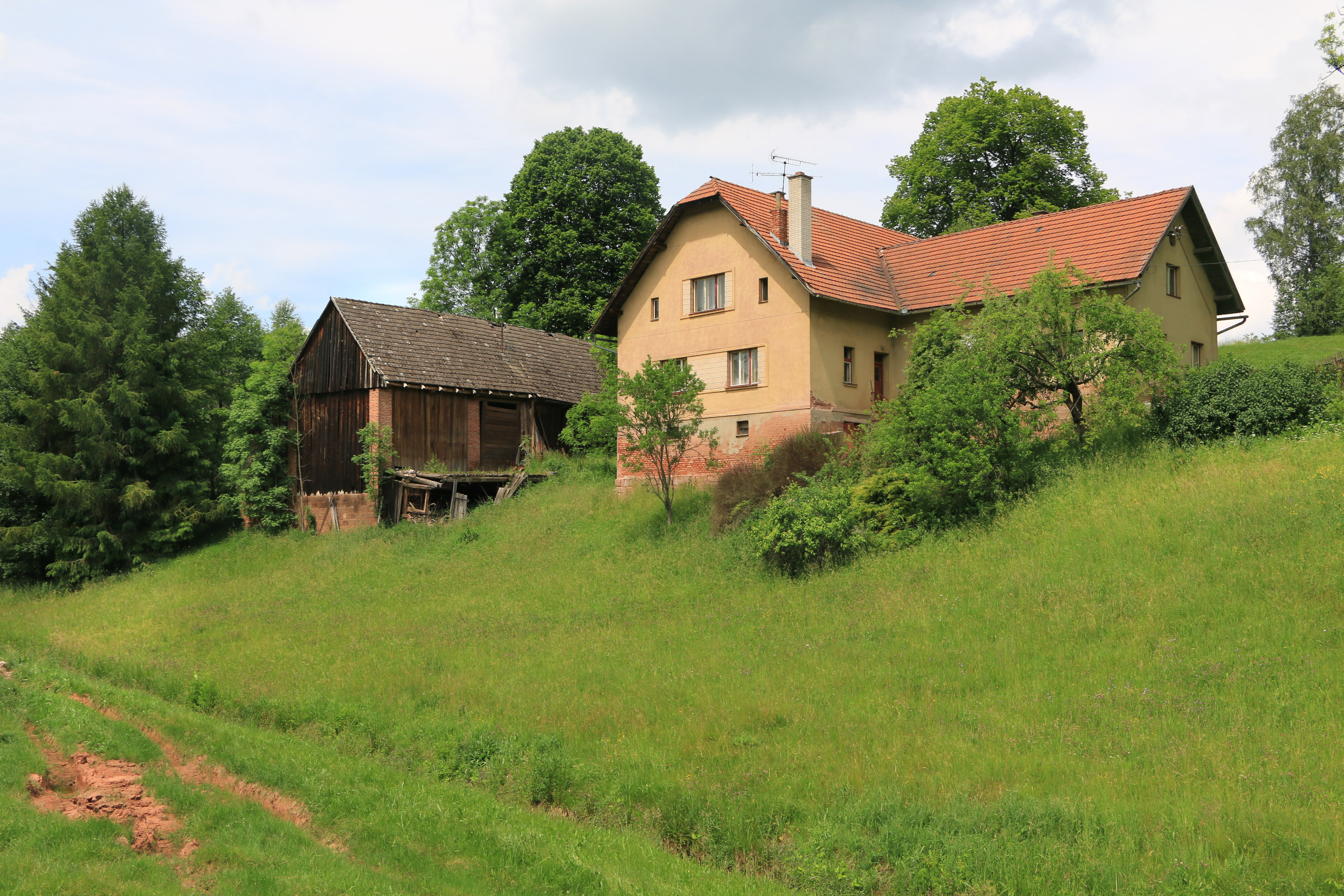
Domy nad strání
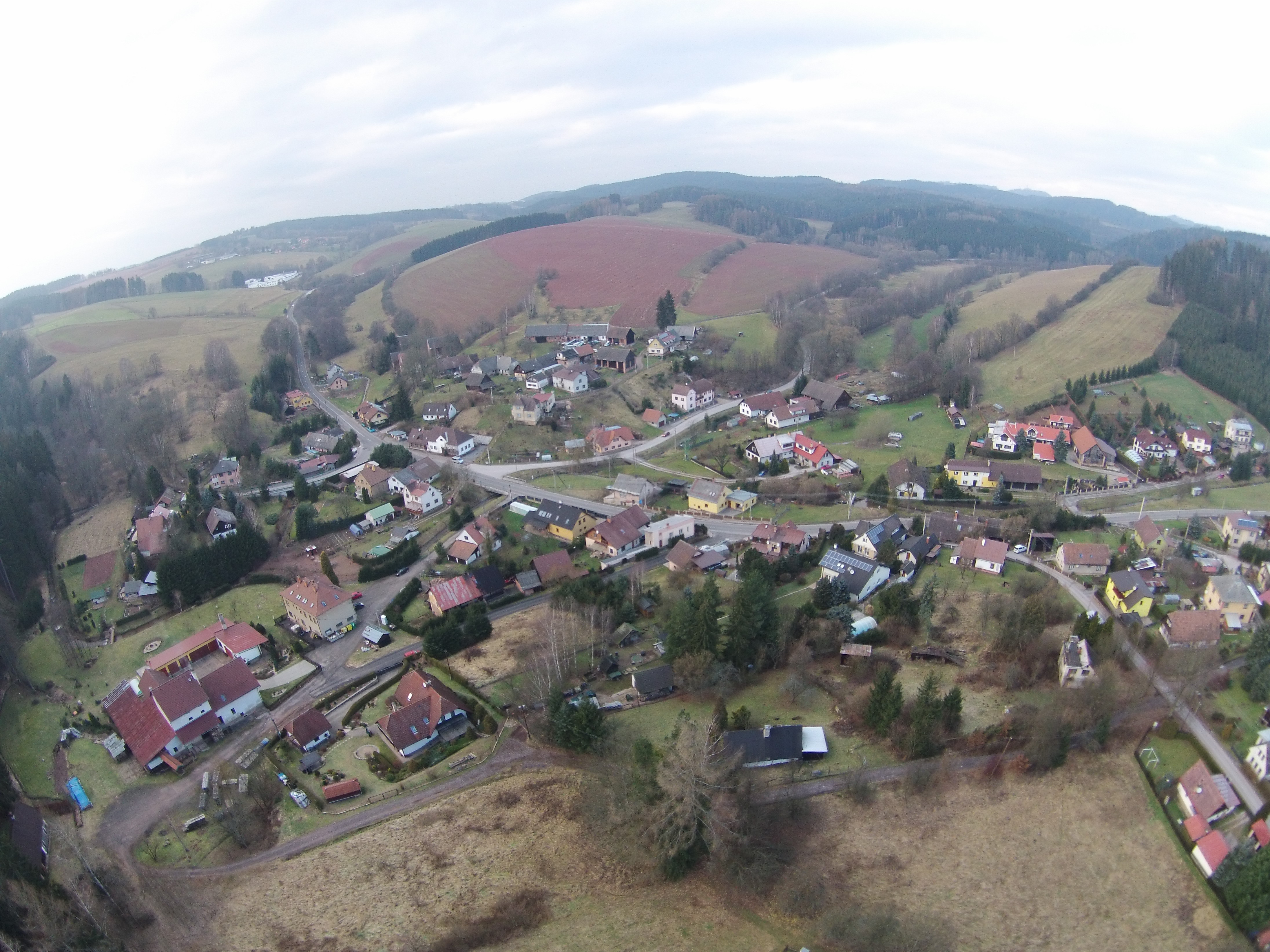
Pohled z ptačí perspektivy